# ТЕС Гленбрук
ТЕС Гленбрук – складова частина комплексу металургійного комбінату в новозеландському Гленбруці, дещо південніше від Окленду.
В 1987 році у Гленбруку запустили одну парову турбіну потужністю 40 МВт. Необхідна для її живлення пара надходить від спалювання вторинних горючих газів сталеплавильного переділу (обладнаний кисневим конвертером). В 1997-му також облаштували подачу пари з котла-утилізатора, який працює з гарячими газами від печей розігріву прокатного стану. 
В 1997-му ввели в дію ще одну парову турбіну потужністю 72 МВт. В цьому випадку пару для її живлення отримують шляхом спалювання в чотирьох котлах відхідних газів установок, в яких відбувається процес прямого відновлення заліза (при цьому зазначені гази ще до спалювання мають високу температуру, що також робить суттєвий внесок у енергетичний баланс процесу). Допоміжним паливом є багаті на моноксид вуглецю відхідні гази печей, у яких провадять переплавку відновленого заліза перед відправкою до конвертера.
За необхідності можуть залучати до спалювання природний газ, який надходить по перемичці від трубопроводів Хантлі – Маунгатапере та Капуні – Папакура.
Без залучення природного газу, лише на вторинних газах металургійного виробництва, турбіни моужть видавати 25 МВт та 49 МВт, тому потужність станції може зазначатись як 74 МВт.
ТЕС Гленбрук спроможна продукувати біля 0,5 млрд кВт-год на рік та покривати до 60% потреб комбінату в електроенергії.
Видача продукції відбувається під напругою 33 кВ.